# Little Nobody
Little Nobody es un corto de animación estadounidense de 1936, de la serie de Betty Boop. Fue producido por los estudios Fleischer y distribuido por Paramount Pictures. En él aparecen Betty Boop y Pudgy, su mascota canina.

## Argumento
En su casa de campo, Betty deja jugando en el exterior a su perrito Pudgy, que se fija en la perrita de una vecina millonaria engreída que le menosprecia y humilla. Este acude a Betty, quien cantando le levanta la moral. Cuando la perrita tiene problemas Pudgy irá al rescate.

## Producción
Little Nobody es la cuadragésima séptima entrega de la serie de Betty Boop y fue estrenada el 27 de enero de 1936.

## Disponibilidad en video
Este corto aparece en la recopilación de 1989 en VHS: Betty Boop and Pudgy Volume 1 (reedición tono sepia).